# Салерано Канавезе
Салерано Канавезе (итал. Salerano Canavese) је насеље у Италији у округу Торино, региону Пијемонт.
Према процени из 2011. у насељу је живело 446 становника. Насеље се налази на надморској висини од 249 м.

## Становништво
Према резултатима пописа становништва 2011. у општини је живело 522 становника.
| 1931. | 1936. | 1951. | 1961. | 1971. | 1981. | 1991. | 2001. | 2011. |
| ----- | ----- | ----- | ----- | ----- | ----- | ----- | ----- | ----- |
| 421   | 440   | 473   | 505   | 465   | 427   | 550   | 532   | 522   |